# پلیس زمان (مجموعه تلویزیونی)
پلیس زمان (به انگلیسی: Timecop) یک مجموعه تلویزیونی علمی-تخیلی آمریکایی است. این برنامه از شبکه ای‌بی‌سی پخش شد و اولین بار در سال ۱۹۹۷ منتشر شد. این مجموعه بر اساس فیلم موفق ژان-کلود ون دام، پلیس زمان (۱۹۹۴) الهام گرفته شده‌است. در ابتدا سیزده قسمت از سریال سفارش داده شد. اما تنها ۹ قسمت پخش شد.

## داستان
در سال ۲۰۰۷، سفر در زمان با استفاده از سورتمه‌های زمان برای ورود به جریان زمان یک واقعیت است. با این حال، این فناوری فراتر از دولت ایالات متحده به بیرون درز کرده‌است. سورتمه‌های سرکش که توسط طرف‌های دیگر ساخته می‌شوند، مجرمان را با قیمتی به گذشته می‌فرستند. کمیسیون اجرای زمان برای بازیابی و دستگیری مجرمان و جلوگیری از تغییر تاریخ تشکیل شده‌است.

## دسترسی
در ۱ آوریل ۲۰۲۱، تمام قسمت‌های پخش‌شده به جز قسمت ۲ «سرقت» برای پخش رایگان در TubiTV در دسترس قرار گرفت. به دلایل غیرقابل توضیح (احتمالاً مسائل مربوط به مجوز موسیقی) و قسمت‌های ۳–۹ به ۲–۸ تغییر شماره داده شدند.